# Ninoe lagosiana
Ninoe lagosiana är en ringmaskart som beskrevs av Augener 1918. Ninoe lagosiana ingår i släktet Ninoe och familjen Lumbrineridae. Inga underarter finns listade i Catalogue of Life.